# دايفيد لي إينغيرسول
دايفيد لي إينغيرسول (بالإنجليزية: David Lee Ingersoll)‏ هو فنان قصص مصورة ورسام كارتون أمريكي، ولد في 1964.